# Rufino de Aquileia
Tirânio Rufino ou Rufino de Aquileia (em latim: Rufinus Aquileiensis ou Tyrannius Rufinus; entre 340 e 345 — 410) foi um monge, historiador e teólogo. Ele é mais conhecido por seu trabalho como tradutor dos trabalhos em grego dos Padres da Igreja para o latim, especialmente o trabalho de Orígenes.
Por volta de 370, ele estava vivendo em uma comunidade monástica em Aquileia quando ele se encontrou com São Jerônimo. Em 372, Rufino viajou para o Mediterrâneo oriental e estudou na Escola Catequética de Alexandria sob Dídimo, o Cego por algum tempo. De lá, ele se mudou novamente para Jerusalém, onde ele fundou um mosteiro.

## Vida
Rufino nasceu em 344 ou 345 na cidade romana de Júlia Concórdia (atual Concordia Sagittaria), perto de Aquileia, na Itália), na costa do mar Adriático. Ambos os seus pais eram cristãos.
Ele primeiro se assentou na província romana do Egito, ouvindo as palestras de Dídimo, o Cego, o líder origenista da Escola Catequética de Alexandria e também cultivou relações cordiais com Macano, o velho, e outros ascetas do deserto. No Egito - ou mesmo antes de deixar a Itália - ele criou uma relação muito íntima com Melânia, a Velha, uma rica e devota viúva romana. E quando ela se mudou à Palestina, levando com ela um número de clérigos e monges que estavam fugindo da perseguição do imperador ariano Valente, Rufino a seguiu, por volta de 378.
Enquanto a sua patrona vivia num convento próprio em Jerusalém, Rufino, às suas próprias custas, juntou uma quantidade de monges num mosteiro no monte das Oliveiras, devotando-se ao mesmo tempo a estudar a teologia grega. Esta combinação de vida contemplativa com o aprendizado já tinha se desenvolvido nos mosteiros egípcios. Quando Jerônimo veio a Belém em 386, a amizade formada em Aquileia se renovou. Outro dos amigos próximos de Rufino era João, bispo de Jerusalém, um antigo monge dos desertos da Nítria, que acabou ordenando-o padre em 390.
Em 394, em consequência dos ataques sobre as doutrinas de Orígenes feitos por Epifânio de Salamina durante uma visita a Jerusalém, uma feroz discussão ocorreu e que colocou Rufino e Jerônimo de lados opostos. E, embora três anos depois uma reconciliação formal tenha ocorrido entre Jerônimo e João, a mágoa entre Jerônimo e Rufino nunca acabou.
No outono de 397, Rufino embarcou para Roma, onde, após descobrir que as controvérsias teológicas do oriente estavam causando enorme interesse e curiosidade, publicou uma tradução latina da Apologia de Orígenes por Pânfilo e, também (398-399) uma tradução "livre" da obra De Principiis (em grego:  Περι Αρχων), do próprio Orígenes. No prefácio desta última, ele se refere à Jerônimo como sendo um admirador de Orígenes e insinua que ele teria traduzido algumas de suas obras com modificações nas expressões doutrinárias ambíguas. Esta alusão irritou Jerônimo, que era extremamente sensível com a sua reputação de ortodoxia doutrinária, o que resultou numa amarga guerra de panfletos, maravilhosa para os olhos modernos, que encontra dificuldades em ver qualquer coisa deletéria na acusação contra um estudioso bíblico de que ele um dia gostava de Orígenes e na contra acusação contra um tradutor de que ele exerceu além de sua função, também a de editor.
Instigado por Teófilo de Alexandria, Papa Anastácio I convocou Rufino até Roma para que pudesse inocentar sua ortodoxia. Porém, ele se escusou de ir pessoalmente através de uma carta, Apologia pro fide sua. O Papa, em sua resposta, condenou expressamente Orígenes, mas deixou a questão da ortodoxia de Rufino para a sua própria consciência. Ele era, contudo, considerado suspeito nos círculos mais ortodoxos (como pode ser visto nos Decretum Gelasianum, 20), à despeito de seus serviços à literatura cristã.
Em 408, Rufino estava em um mosteiro em Pineto (na Campagna?). De lá, ele foi obrigado a partir por causa da chegada de Alarico que estava invadindo a Itália e saquearia Roma dois anos depois, para a Sicília, novamente acompanhado por Melania. Lá, ele estava ocupado com a tradução das "Homilias" de Orígenes quando morreu, em 410.

## Obras

### Obras originais
- Commentarius in symbolum apostolorum: um comentário sobre o Credo dos Apóstolos que nos dá evidências sobre seu uso e a sua interpretação na Itália do século IV[nota a].

Muitas de suas obras sobreviventes são defesas contra os ataques de Jerônimo;
- De Adulteratione Librorum Origenis – um apêndice de sua tradução da "Apologia" de Pânfilo e cuja intenção era mostrar que muitas das características nos ensinamentos de Orígenes que então eram consideradas reprováveis surgiram por conta de interpolações e falsificações do texto genuíno.
- De Benedictionibus XII Patriarcharum Libri II – Uma exposição sobre o capítulo xlix do Gênesis.
- Apologia s. Invectivarum in Hieronymum Libri II
- Apologia pro Fide Sua ad Anastasium Pontificem - carta enviada ao Papa Anastácio em defesa de sua ortodoxia[nota b].
- Historia Eremitica – biografia de trinta e três monges que viviam nos desertos da Nítria.

### Traduções do grego para o latim
Rufino traduziu a História Eclesiástica de Eusébio de Cesareia e continuou a obra do reino de Constantino até a morte de Teodósio (395). Ela foi publicada em 402 - 403
O comentário de Orígenes sobre a Epístola aos Romanos do Novo Testamento, assim como muitos de seus sermões do Antigo Testamento sobreviveram apenas nas versões de Rufino. O texto completo de De principiis também. Jerônimo, antes um amigo de Rufino, após ter brigado com ele escreveu pelo menos três obras atacando suas opiniões e condenando suas traduções, consideradas por ele como "falhas". Ele chegou a preparar uma tradução própria de De principiis (perdida) para substituir a tradução de Rufino, que ele disse que era muito "livre".
As outras traduções de Rufino são:
- A Instituta Monachorum e algumas das Homilias de Basílio de Cesareia
- "Homilias" de Orígenes (Gênesis, Levítico, Números, Josué, Reis, Cânticos e Romanos)
- Opuscula de Gregório de Nazianzo
- A Sententiae de Sexto, um filósofo grego desconhecido
- A Sententiae de Evágrio
- Uma "Reconhecimentos Clementinos" ( a única forma conhecida desta obra)
- Um Canon Paschalis de Anatólio Alexandrino.

## Influência
É impossível subestimar a influência que Rufino exerceu nos teólogos ocidentais ao colocar à disposição deles os grandes padres gregos em sua língua latina. A edição incompleta de Dominic Vallarsi sobre Rufous (vol. i. fol. Verona, 1745) contém De Benedictionibus, Apologies,Expositlo Symboli, a Historia Eremitica e os dois livros originais da História Eclesiástica. Veja também a Patrologia Latina de Migne (vol. xxi). 